# Alessandro Morino
Alessandro Morino (Edolo, 20 marzo 1909 – 21 gennaio 1969) è stato un politico italiano.

## Biografia
Esponente del Partito Socialista Democratico Italiano, viene eletto al Senato della Repubblica nel 1963. Conferma il proprio seggio a Palazzo Madama anche dopo le elezioni politiche del 1968 nella lista PSI-PSDI Unificati. Muore nel gennaio 1969, all'età di 59 anni, da senatore in carica. Nel suo seggio subentra Elena Gatti Caporaso.